# 中島丈博
中島 丈博（なかじま たけひろ、1935年〈昭和10年〉11月12日 - ）は、日本の脚本家・小説家・映画監督。京都府生まれ、高知県中村市（現・四万十市）育ち。

## 来歴

### 1935年-1989年
父は日本画家の中島敬朝。京都で生まれ、太平洋戦争の影響で1945年10歳のとき、高知県中村市へ疎開。そこでプライバシーが筒抜けな地元住民の生活に衝撃を受け、それが作風にも影響を与えたと語っている。この頃のことは『野蛮な詩』（疎開後の小学生時代）、『郷愁』（中学時代）、『祭りの準備』（20代、上京まで）で小説・映画化している。1954年に高知県立中村高等学校を卒業。家はずっと貧乏で、父が胃潰瘍で入院して金がかかり大学進学を断念し、高知相互銀行に就職し三年ほど勤務する。その頃からシナリオを書き始め、映画雑誌のシナリオ懸賞に応募したりしていたが、シナリオ作家協会のシナリオ研究所（現：シナリオ講座）の発足を知ると退職して両親の猛反対を押し切り1956年に上京し、シナリオ研究所に第1期生として入所。
レストランのコック見習いやキャバレーのボーイをして働きながらシナリオ研究所修了後、仕事を6日休んで徹夜も辞さずに書いたシナリオを知り合いのツテで中平康監督に見せるが、「あなたにはおよそ向かない。クニに帰りなさい」と言われ、愕然とする。この作家修業時代のことは『独身送別会』としてドラマ化している。
しかし1959年に同人誌に発表したシナリオが脚本家の橋本忍に認められ（橋本が弟子を取ることは珍しく、数人しかいない）1960年から、約1年間、直接創作指導を受ける。同時期に国弘威雄も来ていた。同人誌に発表したシナリオが1961年に『南の風と波』の題で映画化され（橋本忍監督）、脚本家デビュー。
同年、日活脚本部と契約するが、当時の日活のアクション路線に馴染めず自身の企画がなかなか通らず、日活の業績悪化が進んだ1970年に解雇される。しかし 日活ロマンポルノ時代になると1972年から1977年までフリーの脚本家として神代辰巳、田中登、小沼勝、西村昭五郎などの監督作を13本執筆し、この頃に1990年代後半から2000年代前半のドロドロ愛憎劇の昼ドラの原型を作った。
その一方で1973年にATGで発表した『津軽じょんがら節』がキネマ旬報ベストテン1位、1975年発表の自伝的作品『祭りの準備』がキネマ旬報脚本賞、ベストテン2位（劇映画1位）と高く評価される。そして連続ドラマも執筆するようになる。。1978年のドラマ人間模様『事件』（NHK）の脚本（大岡昇平原作）が高い評価を受けた（続編の執筆依頼もあったが辞退している）。ちなみにこの続編はその後全くのオリジナルドラマとして、早坂暁によって新たに5本書かれ、事件シリーズとして全てNHKで放送された。翌1979年から大河ドラマの脚本を担当するようになり、大河ドラマでは最多となる4作品（『草燃える』〈1979年〉、『春の波涛』〈1985年〉、『炎立つ』〈1993年〉、『元禄繚乱』〈1999年〉）を執筆。
1988年、『祭りの準備』の前日談とも言える中学時代を描いた映画『郷愁』で脚本と初監督。
1989年、NHKドラマ『恋愛模様』『海照らし』『幸福な市民』で第8回向田邦子賞を受賞。

### 1990年以降
1992年、前任者の脚本がうまく行かず、突然依頼を受けたNHK 金曜時代劇『腕におぼえあり』がヒットし、1年間に異例とも言える3シリーズ・35話が制作され、放送終了7年後の2000年にも同じ中島脚本、村上弘明主演で舞台化、2003年にはDVD発売もされた。この番組がNHKの時代劇にもたらした影響は大きく、以降も同局の『木曜時代劇』枠において数々の同じ藤沢周平原作の番組が制作される。
1992年、自らの製作・監督・脚本でゲイのカップルと若い女性の交流を描いた映画『おこげ』を発表する。
1993年、大河ドラマ『炎立つ』の原作者・高橋克彦の原作執筆の遅さから、高橋やNHKと対立。撮影スケジュールも大幅にずれ、出演者の一人である北大路欣也が降板するなどのトラブルに発展。そして全35話のうち、第三部の21話以降は中島の主導でストーリー・人物が構成されることになった。高橋・NHK側はペナルティとして200万円を中島に支払った。
1997年、連続ドラマ『失楽園』が平均視聴率20.7％、最終回27.3％の大ヒットを記録。
1999年、大河ドラマ『元禄繚乱』の打ち上げの席で、大石内蔵助役で主演の中村勘九郎の演技を「目が死んでいる」と非難。勘九郎とつかみ合いになる。徳川綱吉役で出演していた萩原健一は、収録現場で勘九郎が脚本のセリフを自己流に言い換えていたので、中島の怒りを買ったのではないかと推測している。
2000年に『祭りの準備』の主人公タテオの小学生時代を描いた初の書き下ろし小説『野蛮な詩』を発表。2001年から2006年まで月刊誌『シナリオ』（シナリオ作家協会）に幼少期から50代までを綴った自伝『祭りは終らない』（全50回）を連載。
1995年からは主な執筆の場を東海テレビの昼ドラ（フジテレビ系）に移す。「究極のフィクション」と自身が語るドロドロ愛憎劇を独特の感性で描く手法は『真夏の薔薇』から注目されるようになり、後に『真珠夫人』『牡丹と薔薇』『偽りの花園』など2013年の『天国の恋』まで11作を執筆。『真珠夫人』『牡丹と薔薇』『偽りの花園』『さくら心中』『赤い糸の女』はDVD発売され、特に『真珠夫人』は2002年度の新語・流行語大賞受賞、総集編がゴールデンタイムで放送されるなどの大きな反響があり、その次に執筆した『牡丹と薔薇』は昼ドラにもかかわらず最高視聴率13.8%、ゴールデンで放送されたスペシャルは視聴率18.8%を記録し大ヒット。この昼ドラ枠はファミリードラマを編成することも多かったが、『真珠夫人』『牡丹と薔薇』、中島の弟子の田部俊行が執筆した『冬の輪舞』（2005年）がヒットしたことによって「東海テレビの昼ドラと言えばドロドロ愛憎劇」という印象が強くなったため、2004年後半 - 2009年前半までの5年間はドロドロ愛憎劇しか編成しなかった。
2003年に『中島丈博シナリオ選集　第一期』全三巻が刊行された。大河ドラマや昼ドラを収録し作家の全体像が把握できる第二期も刊行予定である。
2006年、ドラマ『愛の流刑地』の脚本を執筆していたが降板。2007年に月刊誌『シナリオ』でその顛末を記し、井坂聡監督らを痛烈に批判した。井坂は同誌に反論を寄せ、中島はそれに再反論した。脚本家・映画監督の新藤兼人は双方の発言を検分して、「中島くんが怒るのも無理ないね」と、井坂の主張には問題があるとしている。
2010年2月、自伝『シナリオ無頼』（中公新書）を発表。

## 作風など
激しい情念を表現する傾向がある。大河ドラマ『草燃える』では、身分を問わずほぼすべての登場人物が弱さや醜さを抱えており、中島は「テレビのブラウン管から歴史を引っ張り出す。現代の茶の間で見てる人たちの身近に歴史というもの、そこにいる人間を引っ張り出してみせる。」とプロデューサーに話したという。
『真珠夫人』以降の昼ドラマでは、主婦の怒りと狂気を表現するために珍料理（フジテレビ『私のバカせまい史』においては「愛憎グルメ」と紹介）を毎回登場させ、夫に食べさせる場面を挿入している。「たわしコロッケ」「財布ステーキ」「草履カツレツ」「五寸釘入り玄米パン」「携帯ケーキ」「愛の歴史ケーキ」がお茶の間に衝撃を与える。
1991年に自身のシナリオのベスト3を質問され、『祭りの準備』『草燃える』『青春戯画集』を挙げる。2004年の時点でのベスト3では『青春戯画集』が外され、『あ、春』が加えられた。
2003年に『真珠夫人』のヒットを記念して自身のキャリアを振り返るインタビューが行われ、上記以外で自身が気に入っている作品に『おれの義姉さん』『火の路』『寺島町奇譚』『しあわせのどん底』『極楽家族』『七人の刑事・市民の海』『楽園の日々』『さらばきらめきの日々』『魂の夏』『海峡』『野のきよら山のきよらに光さす』『春の波涛』『独身送別会』『水なき雲』『幸福な市民』『恐怖の二十四時間』『真夏の薔薇』『失楽園』『春燈』『五瓣の椿』『楽園に逃れて』『真珠夫人』の25本を挙げ、一番気に入っている作品に『わが美わしの友』（1975年、NHK）を挙げた。同じインタビューで、書いたことはないが、ホラーにも関心があると答えた。
『楽園に逃れて』（2003年、TBS系）以降、『牡丹と薔薇』『偽りの花園』『麗わしき鬼』『天国の恋』では、劇中歌の作詞・作曲も手がけている。いずれも歌唱は中村彰一。

## 人物
影響を受けた作家に三島由紀夫、アルベルト・モラヴィア、影響を受けた映画に、『マーティ』（1955年・米　パディ・チャイエフスキー脚本）、『忘れられた人々』（1950年・メキシコ　ルイス・ブニュエル監督・脚本）、『情婦マノン』（1948年・仏　アントワーヌ・フランソワ・プレヴォ原作、アンリ＝ジョルジュ・クルーゾー監督・脚本）を挙げている。
タバコは吸わず、酒も人がいるとき以外は飲まない。食事は一日2食で間にビタミン剤を飲む。ウエイトトレーニングを何十年も続けており、80歳を超えた現在でも頑丈な体格と体力を維持している。
多作・速筆であり、48年間の脚本家生活での作品総量は映画約60時間、ドラマ1000時間以上である。「貧乏性で、三日以上何か実のあることをしていないと空虚を感じて夜も眠れなくなる」という。
映画『郷愁』『おこげ』を監督するにあたって、資金を捻出するために「馬車馬みたいに」働いたという。2003年時点でも「死ぬまでにもう一本監督したい」と表明している。
2004年のインタビューで、現在のテレビ・映画業界の問題点について「テレビも映画も若年層だけを対象にした娯楽になりさがっていること。視聴率の数字には六〇才以上はカウントされないなど、片寄りすぎている」と答えた。

## 主な作品

### 脚本

#### 映画
- 南の風と波（1961年、東宝）
- 母あちゃん海が知ってるよ（1961年、日活）- 山内久原作
- 目をつぶって突走れ（1962年、日活）
- 仲間たち（1964年、日活）
- ギャングの肖像（1965年、日活）
- 花を喰う蟲（1967年）- 黒岩重吾原作
- 座頭市牢破り（1967年）
- 続大奥(秘)物語（1967年、東映）
- 君が若者なら（1970年）
- 真昼の情事（1972年、日活）
- 闇に浮かぶ白い肌（1972年、日活）
- 覗かれた情事（1972年、日活）
- 官能教室 愛のテクニック（1972年、日活）
- （秘）大奥外伝 尼寺淫の門（1973年、日活）
- 昼下りの情事 古都曼陀羅（1973年、日活）
- 淫獣の宿（1973年、日活、日＝スウェーデン合作）
- 哀しみの女衒・官能地帯（1973年、日活）
- 津軽じょんがら節（1973年、ATG）※キネマ旬報ベストテン1位、シナリオ作家協会 年鑑代表シナリオ選出
- 無宿 やどなし（1974年、勝プロダクション）
- 団地妻 昼下りの誘惑（1974年、日活）
- 四畳半襖の裏張り しのび肌（1974年、日活）※キネマ旬報ベストテン6位、年鑑代表シナリオ選出
- 赤ちょうちん（1974年、日活）※キネマ旬報ベストテン9位
- アフリカの光（1975年、東宝）
- 祭りの準備（1975年、ATG）

※キネマ旬報ベストテン2位（劇映画1位）、キネマ旬報脚本賞、年鑑代表シナリオ・日本シナリオ大系選出
- 女教師（1977年、日活）- 清水一行原作
- 突然、嵐のように（1977年、松竹）※キネマ旬報ベストテン9位
- 天使の欲望（1979年、東映）
- トラック野郎・故郷特急便（1979年、東映）
- 五番町夕霧楼（1980年、松竹）- 水上勉原作
- 夏の別れ（1981年、東映セントラルフィルム）
- 喜劇 家族同盟（1983年、松竹）
- 郷愁（1988年、ATG）※兼監督、キネマ旬報ベストテン5位
- おこげ（1992年、東京テアトル）※兼監督、年鑑代表シナリオ選出
- 絵の中のぼくの村（1996年）- 田島征三原作 ※キネマ旬報ベストテン5位
- 愛の黙示録（1997年、日＝韓合作）- 尹基原作
- あ、春（1998年、松竹）※キネマ旬報ベストテン1位、年鑑代表シナリオ選出
- ラブ・レター（1998年）- 浅田次郎原作
- 壬生義士伝（2003年、松竹）- 浅田次郎原作
- ハルウララ（2005年）
- 蒼き狼 〜地果て海尽きるまで〜（2007年、日＝モンゴル合作）- 森村誠一原作、丸山昇一共同脚本

#### テレビドラマ
- 別れて生きる時も（1962年、フジテレビ）- 田宮虎彦原作
- 愛と死の砂漠（1965年、関西テレビ、松竹）- 松本清張原作『砂漠の塩』
- 剣・魔性（1967年、日本テレビ）
- ああ君が愛（1969年、フジテレビ）- 曽野綾子原作『二つの昇天』
- 影の車（1971年、フジテレビ）- 松本清張原作『潜在光景』
- 刑事くん・第3部（1973年、TBS）
- 永すぎた春（1975年、NHK銀河テレビ小説）- 三島由紀夫原作
- わが美わしの友（1975年、NHK）※日本放送作家組合 テレビドラマ代表作選集選出
- 愛の断層（1975年、NHK）- 松本清張原作『黒い画集・寒流』
- 一年半待て（1976年、日本テレビ）- 松本清張原作
- 火の路（1976年、NHK）- 松本清張原作
- 凍河（1976年、NHK銀河テレビ小説）- 五木寛之原作
- 寺島町奇譚（1977年、NHK）- 滝田ゆう原作
- 終わりなき負債（1977年、NHK）- 小松左京原作
- おかしな夫婦（1978年、TBS）※テレビドラマ代表作選集選出
- 事件（1978年、NHKドラマ人間模様）※初映像化
- 草燃える（1979年、NHK大河ドラマ）- 永井路子原作
- 七人の刑事・市民の海（1979年、TBS）
- 額田女王（1980年、朝日放送テレビ） - 井上靖原作
- 襤褸と宝石（1980年、NHK）
- 海峡（1981年、NHKドラマ人間模様）
- 青春戯画集（1981年、NHK銀河テレビ小説）[14]
- 愛・信じたく候（1981年、NHK銀河テレビ小説）
- 家族ゲーム（1982年、テレビ朝日）- 本間洋平原作 ※初映像化
- 温情判事（1982年、ザ・サスペンス）
- 鬼火（1982年、テレビ朝日）- 横溝正史原作
- 女相続人（1982年、TBS）- 内田康夫原作
- 内海の輪（1982年、TBS）- 松本清張原作 ※TBS松本清張傑作選選出
- 共犯者（1983年、TBS）- 松本清張原作 ※TBS松本清張傑作選選出
- かぐわしき日々の歌（1983年、NHK銀河テレビ小説）
- 壬生の恋歌（1983年、NHK水曜時代劇）
- 宵待草（1983年、NHK銀河テレビ小説）
- 野のきよら山のきよらに光さす（1983年、NHK）※1983年向田邦子賞ノミネート
- 約束の地（1983年、NHK）- 林京子原作
- 終着駅はまだ遠い（1983年、テレビ朝日）※テレビドラマ代表作選集選出
- 暴力少年（1983年、テレビ朝日）
- 妻たちの復讐（1983年、テレビ朝日）
- 家族ゲームII（1984年、テレビ朝日）- 本間洋平原作
- 新・青春戯画集（1984年、NHK銀河テレビ小説）※1984年向田邦子賞ノミネート
- OH!わが友よ（1985年、TBS）
- 春の波涛（1985年、NHK大河ドラマ）- 杉本苑子原作
- 泣いてたまるか（1986年、TBS）
- ふたりぼっち・女と女（1986年、NHKドラマ人間模様） - ハイヒールを取材 ※1986年向田邦子賞ノミネート
- 藤子不二雄の夢カメラ・さよならジゴロ（1987年、テレビ朝日）- 藤子・F・不二雄原作
- 絆（1987年、NHK）※1987年向田邦子賞ノミネート
- 夫婦（1987年、日本テレビ）※1987年向田邦子賞ノミネート
- 独身送別会（1988年、NHK銀河テレビ小説）
- 熱き炎の旅・ここ過ぎて（1988年、テレビ東京）- 瀬戸内寂聴原作
- 花盗人（1988年、テレビ東京）- ハンス・クリスチャン・アンデルセン、森鷗外原作『即興詩人』
- 避暑地の猫（1988年、テレビ朝日、連続4回）- 宮本輝原作　※1988年向田邦子賞ノミネート
- 庄内おんな風土記（1988年、NHK）※1988年向田邦子賞ノミネート
- 雁の寺（1989年、テレビ東京） - 水上勉原作
- 水なき雲（1989年、フジテレビ） - 三浦綾子原作
- 海照らし（1989年、NHKシリーズドラマ10）[15]
- 恋愛模様（1989年、NHK）※テレビドラマ代表作選集選出
- 体罰教室（1990年、日本テレビ）
- 恐怖の二十四時間 - 連続殺人鬼 西口彰の最期（1991年、フジテレビ）
- けものみち（1991年、日本テレビ）- 松本清張原作
- 腕におぼえあり（1992年、NHK金曜時代劇）- 藤沢周平原作『用心棒日月抄』
- 炎立つ（1993年7月 - 1994年3月、NHK大河ドラマ）- 高橋克彦原作
- 藏（1995年、NHK）- 宮尾登美子原作
- 風のロンド（1995年、東海テレビ制作・フジテレビ系列）- 津雲むつみ原作
- 命捧げ候 夢追い坂の決闘（1996年、NHK）- 藤沢周平原作『穴熊』『帰郷』
- 大往生（1996年、NHK）- 永六輔原作
- 真夏の薔薇（1996年、東海テレビ制作・フジテレビ系列）
- 放浪記（1997年、テレビ東京）- 林芙美子、菊田一夫原作　※全日本テレビ番組製作社連盟 ドラマ部門優秀賞
- 砂の城（1997年、東海テレビ制作・フジテレビ系列）- 一条ゆかり原作
- 失楽園（1997年、よみうりテレビ・日本テレビ系列）- 渡辺淳一原作
- 春燈（1998年、NHK）- 宮尾登美子原作
- 元禄繚乱（1999年、NHK大河ドラマ）-舟橋聖一原作
- 永遠の仔（2000年、日本テレビ系列）- 天童荒太原作
- 悪の仮面（2001年、テレビ東京）- シャーロット・アームストロング原作『あほうどり』
- 五瓣の椿（2001年、NHK）- 山本周五郎原作
- 真珠夫人（2002年、東海テレビ制作・フジテレビ系列）- 菊池寛原作
- 楽園に逃れて（2003年、CBC、TBS系）
- 血脈（2003年、テレビ東京）- 佐藤愛子原作 ※全日本テレビ番組製作社連盟 ドラマ部門優秀賞
- 牡丹と薔薇（2004年、東海テレビ制作・フジテレビ系列）
- 偽りの花園（2006年、東海テレビ制作・フジテレビ系列）
- 愛の流刑地（2007年、日本テレビ系列）- 渡辺淳一原作 ※「江口楯男」名義
- 麗わしき鬼（2007年、東海テレビ制作・フジテレビ系列）
- 雪之丞変化（2008年、NHK）- 三上於菟吉原作
- 母恋ひの記（2008年、NHK）- 谷崎潤一郎原作『少将滋幹の母』
- 非婚同盟（2009年、東海テレビ制作・フジテレビ系列）
- さくら心中（2011年、東海テレビ・共同テレビジョン制作・フジテレビ系列）
- 赤い糸の女（2012年、東海テレビ制作・フジテレビ系列）
- 新・御宿かわせみ（2013年、時代劇専門チャンネル）- 平岩弓枝原作
- 天国の恋（2013年、東海テレビ制作・フジテレビ系列）
- 新・牡丹と薔薇（2015年、東海テレビ制作・フジテレビ系列）

### 舞台
- 祭りばやしは聴こえない（1984年、劇団文化座）
- ピカレスク・イヤーゴ（1993年、流山児祥劇団）
- 腕におぼえあり（2000年、明治座）- 藤沢周平原作
- 冬の運動会（2001年、新橋演舞場）- 向田邦子原作
- 草笛の音次郎（2003年、中日劇場）- 山本一力原作

### 作詞・作曲
- 楽園に逃れて（2003年、作詞・作曲）
- 牡丹と薔薇（2004年、作詞・作曲）
- 偽りの花園（2006年、作詞）
- 鬼子母神の子守唄（2007年、作詞）
- 天国に行きたい（2013年、作詞）

いずれも歌唱は中村彰一（『偽りの花園』『鬼子母神の子守唄』は SYO-1名義）

## 著作
- 『祭りの準備 : シナリオ作品集』映人社、1976年4月30日。
- 晴れのち晴れ（ティビーエス・ブリタニカ、1978年）
- わが美わしの友 シナリオ作品集2（映人社、1979年）
- 『かぐわしき日々の歌』映人社、1983年2月1日。
- 『望郷』映人社、1983年4月15日。
- 『宵待草』潮出版社、1983年9月5日。
- 『妻たちの熱い午後』大和書房、1984年2月29日。
- 『青春戯画集』大和書房、1984年9月20日。
- 春の波濤 1-4（潮出版社、1985年）
- マダム・りん子の事件帖（角川文庫、1991年）
- お・こ・げ（マガジンハウス、1992年）
- 日本カルト映画全集4　天使の欲望（ワイズ出版、1995年）[16]
- 元禄繚乱（日本放送出版協会、1998-99年/のち角川文庫）
- 野蛮な詩（角川書店、2000年）※唯一の書き下ろし小説
- 真珠夫人（扶桑社、2002年）
- 中島丈博シナリオ選集 第一期 全3巻（映人社、2003年）
- 牡丹と薔薇（2004年、上下巻）
- 偽りの花園（2006年、上下巻）
- 読んで演じたくなるゲキの本 中学生版「味噌汁と友情」（幻冬舎、2006年）※書き下ろし
- シナリオ無頼（中公新書、2010年2月）
- ITSUKI 死神と呼ばれた女（文藝春秋、2017年1月、ISBN 978-4-16-390587-7）[17]

## 主な受賞
- 1973年
  - 第47回キネマ旬報ベスト・テン日本映画第1位（『津軽じょんがら節』）
- 1975年
  - 第49回キネマ旬報ベスト・テン脚本賞第2位（劇映画1位）
  - 第30回毎日映画コンクール脚本賞（『祭りの準備』）
- 1978年
  - モンテカルロ国際テレビ祭 批評家賞、芸術祭優秀賞（『極楽家族』）
- 1984年
  - モンテカルロ国際テレビ祭 脚本賞・批評家賞（『野のきよら山のきよらに光さす』）
- 1988年
  - 芸術祭作品賞
  - 芸術選奨文部大臣賞（『絆』）
- 1989年
  - 第8回向田邦子賞（『恋愛模様』『幸福な市民』『海照らし』）[18]
- 1990年
  - 全日本テレビ番組製作社連盟ドラマ部門最優秀賞（『体罰教室』）
- 1992年
  - 藤本賞 奨励賞（『おこげ』）
- 1994年
  - ギャラクシー賞 奨励賞（『魚のように』）
- 1996年
  - ベルリン国際映画祭 銀熊賞（『絵の中のぼくの村』）
- 1998年
  - ベルリン国際映画祭 批評家連盟賞
  - 第73回キネマ旬報ベスト・テン日本映画第1位（『あ、春』）
- 1999年
  - 紫綬褒章
- 2001年
  - 全日本テレビ製作者連盟 ドラマ部門最優秀賞（『永遠の仔』）
- 2002年
  - 新語・流行語大賞トップテン入賞（『真珠夫人』）
- 2002年
  - アジアテレビ祭 最優秀賞（『五瓣の椿』）
- 2004年
  - 第27回日本アカデミー賞最優秀作品賞（『壬生義士伝』）[19]
- 2007年
  - 旭日小綬章